# Нухалк
Нухалк (белла-кула, беллакула) — один из салишских языков, на котором сейчас говорят 17 пожилых людей в окрестностях канадского города Белла Кула (Британская Колумбия). До недавнего времени язык назывался белла-кула, но сейчас предпочтительно самоназвание нухалк. Хотя язык преподаётся в школах Британской Колумбии и племени нухалк, число свободно владеющих им не увеличивается.
Историческая область распространения языка окружена территориями, население которых говорило на вакашских и атабаскских языках. Ранее он был распространён в более чем 100 поселениях, имелись различные диалекты. Сейчас большинство этих поселений покинуто, диалектные различия стираются.

## Письменность
Алфавит языка существует на основе латиницы: a, aa, c, cw, h, i, ii, k, k', kw, kw', l, lh, m, n, p, p', q, q', qw, qw', s, t, t', tl', ts, ts', u, uu, w, x, xw, y.

## Лингвистические черты

### Фонетика и фонология
В языке нухалк есть множество слов, лишённых гласных, например: ɬq «мокрый», 'tχt «камень», χsc'c «я потолстел».
| (11) | clhp'xwlhtlhplhhskwts                                    |
|      | [xɬ-pʼχʷɬtʰ-ɬpʰ-ɬː-s=kʷʰt͡sʼ]                             |
|      | possess-bunchberry-plant-ᴘᴀsᴛ.ᴘᴇʀꜰ-3sɢ.ᴏʙᴊ/3sɢ.sᴜʙᴊ=then |
|      | «затем он стал владельцем плодоносящего растения»        |

При первоначальных исследованиях языка именно это привлекло к нему внимание: неоднократно утверждалось, что в языке нухалк нет слоговой системы как таковой или что любая сегментная единица может быть слоговой в нухалке. Тем не менее в ходе изучения языка было всё же установлено, что лишь единицы, обладающие признаком сонорности, могут становиться вершиной слога, при этом в каждом слоге перед вершиной может появляться не более двух согласных звуков.
|        | Sg       | Pl   |
| 1 лицо | ʔnc      | łmił |
| 2 лицо | ʔinu     | łup  |
| 3 лицо | tix, cix | wix  |

###### Местоимение
Судя по всему, личных местоимений в языке нухалк не существует, однако лицо деятеля может выражаться через набор местоименных глаголов со значением, близким к «быть мной/будучи мной/я являюсь». Подобная система наблюдается и в родственном нухалку языке лушуцид. 
Некоторые учёные считают третье лицо предикативных местоимений самостоятельным классом слов-идентификаторов, которые могут выполнять роль глаголов-связок и соединять два выраженных в предложении актанта, например:
| (12) | tix            | tayx | ti-manc  |
|      | [identifier]   | D    | D-father |
|      | «Это мой отец» |      |          |